# ISO 3166-2
ISO 3166-2 је дио ISO 3166 стандарда који објављује Међународна организација за стандардизацију (ISO), а дефинише кодове за идентификовање главних управних јединица (нпр. покрајина или држава) свих држава које су кодиране у ISO 3166-1. Званично име стандарда је „Кодови за представљање назива држава и њихових дијелова - Дио 2: Код државне подјеле“ (Codes for the representation of names of countries and their subdivisions – Part 2: Country subdivision code). Први пут је објављен 1998. године.
Сврха ISO 3166-2 је да се успостави међународни стандард кратких и јединствених алфанумеричких кодова који би представили релевантне административне подјеле и зависне територије свих држава у погоднијем и мање двосмисленом облику него са њиховим пуним именима. Сваки потпуни ISO 3166-2 код се састоји из два дијела, одовојена цртицом:
- Први дио је ISO 3166-1 алфа-2 код за сваку државу;
- Други дио је низ од три алфанумеричка карактера, коју су обично добијени од националних извора и произилазе из кодног система који је већ у употреби у дотичној држави, али могу бити осмишљени и од саме ISO.

Сваки потпуни ISO 3166-2 код може бити кориштен за јединствену идентификацију државне подјеле у глобалном контексту.
Тренутно је више од 4.000 кодова дефинисано ISO 3166-2. За неке државе, кодови се дефинишу за више од једног нивоа подјеле.